# Szalativara
Szalativara (KUR URUŠa-la-ti-wa-ra, Šalatiwara, később Šattiwara) a késő bronzkori Anatólia egyik városa. A név első előfordulása Anittasz dokumentumában (CTH#1), a székhelyét már Neszában tartó kusszarai király emlékében található. Ebben pedig Anittasz második nyugati hadjárata alatti meghódításáról esik szó. A nagy hódító, Anittasz az első próbálkozásban nem járt sikerrel, csakúgy, mint Hattuszaszban Pijuszti esetében.
Szalativara földrajzi helyzete ismeretlen, de valahol a Tuz-tó környékén lehetett, mert határos volt Puruszhanda és Vahszuszana városok területeivel. Szalativara és a hozzá vezető hadjárat leírása azért nagyon jelentős, mert halomra döntötte a korábbi elképzeléseket, miszerint a hurrik honosították volna meg a lovakat Mezopotámiában, Anatóliában és környékén. A harci szekeresek i. e. 18. századi említése nemcsak a hadtörténetet írta újra, hanem számos régészeti elméletet is.
A CTH#1 Szalativarára vonatkozó részei, amelyben az 1400 gyalogossal és 40 harci szekérrel vívott ostromról tudósít:
| Eredeti szöveg | Magyarul |
| --- | --- |
| (17§) 64 ú-e-et-tạ[(-an-da-an-ni-eš-ši-ma) URUŠa-la-ti-wa-r(a za-aḫ-ḫi-ya-a pa-a-un)] (17§) 65 LÚ URUŠa-l[(a-ti Awa-ra QA-DU DUMUMEŠ-ŠÚ a-ra-a-i)š (-)a(n-da)] (17§) 66 ú-e-et K[(UR-e-še-et Ú URULIM-ŠU da-a-li-iš)] (17§) 67 nu ÍDḪ[(u-u-la-an-na)]-a[(n IṢ-BAT)] | 64 Abban az évben elmentem (...) Szalativara városába. 65 Szalativara fiai felálltak ellenem (...) 66 elhagyta a hazáját és városát (...) 67 és elfoglalták a Hulanna folyót. |

| Eredeti szöveg | Magyarul |
| --- | --- |
| (18§) 68 URUNe-e[-E(GIR-pa-an ar-ḫa pa-it)] (18§) 69 nu URUDIDLI-ŠU [(lu-uk-ki-it a-pu-u-uš-ša an)-da?] (18§) 70 URU-ri-ya[-an ḫ(u-la-le-eš-šar-še-et I LI-IM IV! ME ERÍNMEŠ)] (18§) 71 nu XL ṢÍ[-IM-TI (ANŠE.KUR.RAḪIA KU) ...] | 68 A neszai hadsereg ment mögötte 69 és felgyújtották a városokat (akiket gyűjtött?). 70 A városban 1400 gyalogos, 71 és 40 lovas katona (volt, és) ezüst és arany. |

## Külső hivatkozások
- Kingdoms of Hittites